# 海蘇斯·盧札多
海蘇斯·吉耶莫·盧札多（英語：Jesús Guillermo Luzardo，1997年9月30日—），為美國職棒大聯盟的投手，目前效力於費城費城人，他先前曾效力於奧克蘭運動家和邁阿密馬林魚。他是大聯盟史上首位出生於祕魯的選手，不過因為雙親具有委內瑞拉國籍，他在2023年經典賽代表委內瑞拉出賽。

## 早年
盧札多出生於祕魯，雙親都是委內瑞拉人，並在1歲時全家移民到南佛羅里達。2018年，高中畢業的盧札多在母校擔任助教。2月14日他在一次訓練中遲到，不過很幸運的躲過一起校園槍擊案。其中學校的體育部主管Chris Hixon不幸遇害，後來盧札多為他發起募款活動，並募集超過1萬美元。

## 職業生涯

### 小聯盟時期
2016年美國職棒大聯盟選秀，盧札多在第三輪被國民選走，成為1990年後首位在選秀會上被選中的祕魯人。
2016年3月，盧札多接受湯米約翰手術。不過國民隊很有耐心地等他復健回歸。2017年6月28日，盧札多首次在小聯盟出賽，並投出了158公里的快速球。
2017年7月16日，國民將盧札多、布萊克·崔南和Sheldon Neuse交易到運動家，換來萊恩·麥德森和Sean Doolittle。該年他在小聯盟拿下2勝1敗，防禦率1.66。

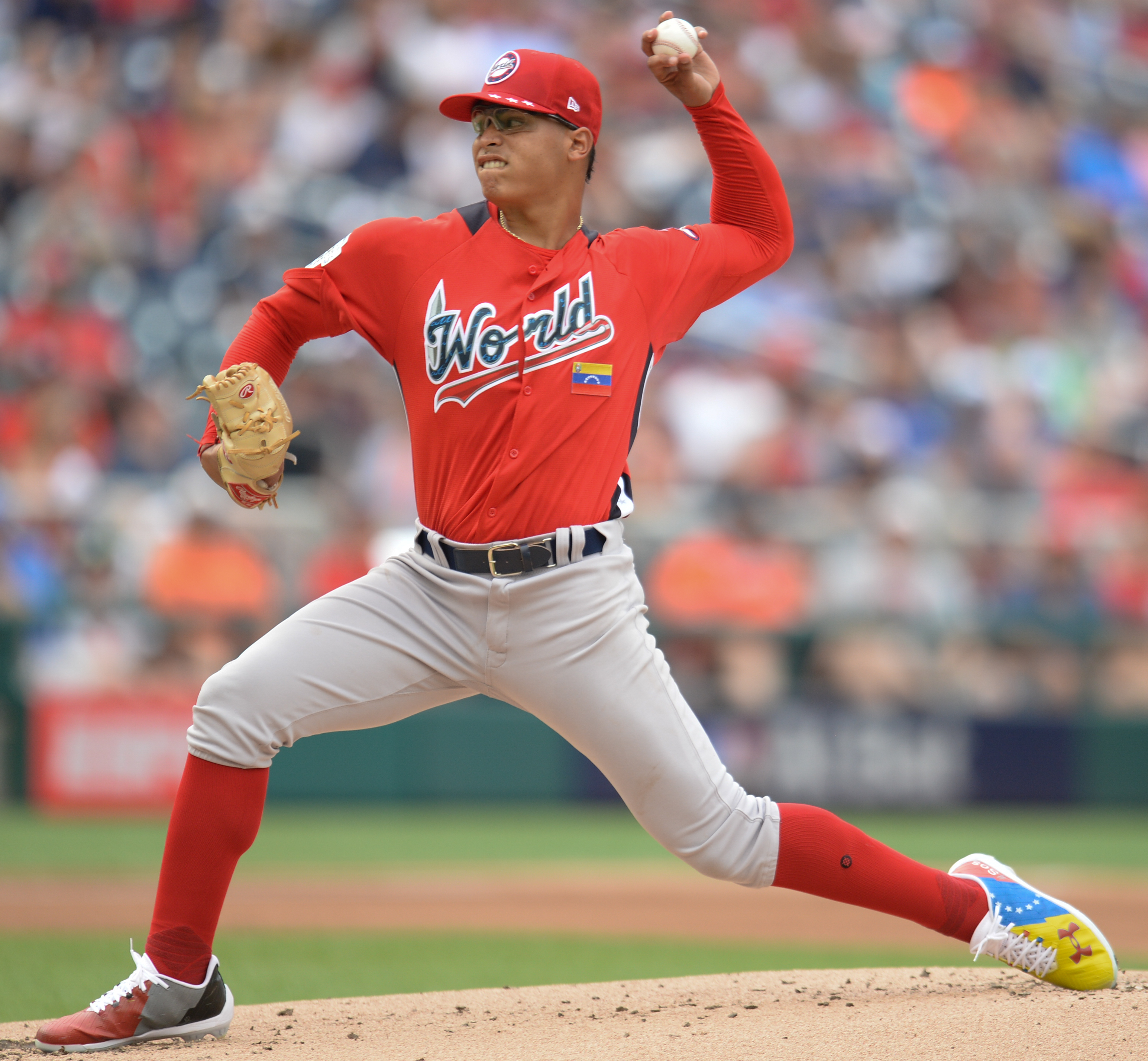
2018年參與未來之星明星賽的盧札多

2018年，盧札多升上2A。而他在8月初升上3A，並隨後入選全明星未來之星賽。
2019年春訓，盧札多的左旋轉肌疲勞，導致他錯過開季。他在高階1A進行一場復健賽後便直升3A，但他在3A只先發投了3局又再度受傷。

### 奧克蘭運動家
2019年9月11日，盧札多登上大聯盟。整季他留下6場出賽記錄。2020年7月7日，盧札多確診COVID-19。他在8月9日拿下大聯盟首勝。整季他拿下3勝2敗，防禦率4.12。
2021年，他在前6場比賽防禦率高達5.79。之後他因為玩電玩怒砸桌子導致手受傷進入傷兵名單。5月30日，James Kaprielian取代他進入先發輪值，而盧札多只能轉往牛棚。後來他因為狀況不穩，6月21日被下放3A。

### 邁阿密馬林魚
2021年7月28日，運動家將盧札多交易到馬林魚，換來史達林·馬提。盧札多在馬林魚先發12場比賽，拿下4勝5敗，防禦率6.44。2022年5月15日，他因為左前臂痠痛而進入傷兵名單。
2023年，他與球隊簽下245萬美元的合約。該年他拿下10勝10敗，防禦率3.58。
2024年，盧札多開季僅拿下3勝6敗，防禦率5.00。後來他在6月22日因腰椎受傷導致整季報銷。

### 費城費城人
2024年12月22日，馬林魚將盧札多和Paul McIntosh交易到費城人，換來Starlyn Caba和Emaarion Boyd。

## 外部連結
- 球員資訊和成績在MLB ，ESPN ，Retrosheet ，Baseball Reference ，Baseball Reference (Minors) ，Fangraphs ，The Baseball Cube （英文）
- 海蘇斯·盧札多的X（前Twitter）